# Сатон (Квебек)
Сатон (фр. Sutton) је град у Канади у покрајини Квебек. Према резултатима пописа 2011. у граду је живело 3.906 становника.

## Становништво
Према резултатима пописа становништва из 2011. у граду је живело 3.906 становника, што је за 2,7% више у односу на попис из 2006. када је регистровано 3.805 житеља.
| 2006. | 2011. |
| ----- | ----- |
| 3.805 | 3.906 |